# Abellerol de les Filipines
L'abellerol de les Filipines (Merops americanus) és una espècie d'ocell de la família dels meròpids (Meropidae), que habita boscos clars i ciutats de les illes Filipines.
Sovint considerat una subespècie de Merops americanus, actualment és considerat per alguns autors una espècie de ple dret, arran recents treballs (Collar 2011b)